# IC 2255
IC 2255 ist ein Doppelstern im Sternbild Krebs auf der Ekliptik, die der Astronom Max Wolf am 9. Januar 1901 fälschlich als IC-Objekt beschrieb.